# كفر أبو شهبة
قرية كفر أبو شهبه هي إحدى القرى التابعة لمركز أهناسيا في محافظة بني سويف في جمهورية مصر العربية. حسب إحصاءات سنة 2006، بلغ إجمالي السكان في كفر أبو شهبه 4983 نسمة، منهم 2511 رجل و2472 امرأة.